# Катлитсберг (Кентаки)
Катлитсберг (енгл. Catlettsburg) град је у америчкој савезној држави Кентаки.

## Демографија
По попису из 2010. године број становника је 1.856, што је 104 (-5,3%) становника мање него 2000. године.
| Група             | 2000.         | 2010.         |
| Белци             | 1.922 (98,1%) | 1.804 (97,2%) |
| Афроамериканци    | 22 (1,1%)     | 19 (1,0%)     |
| Азијати           | 0 (0,0%)      | 0 (0,0%)      |
| Хиспаноамериканци | 2 (0,1%)      | 18 (1,0%)     |
| Укупно            | 1.960         | 1.856         |